# Seo Ji-young
Seo Ji-young (2 de junio de 1981) es una cantante y exmiembro del grupo de pop S#arp. 

## Carrera
Como grupo S#arp lanzó seis álbumes antes de su separación en el año 2002, atribuido a las diferencias entre Seo y su compañera Lee Ji-hye.
Como solista, ha publicado dos álbumes, el último lanzado en enero de 2007. Sus singles incluyen "Stay In Me" y "Hey Boy".

## Vida personal
Seo está casada con el financista Kim Kyung-gu, que es cinco años mayor que ella. Más de mil invitados asistieron a su boda el 10 de noviembre de 2011 en el Shilla Hotel en Seúl, Corea del Sur.

## S#arp álbumes
- the s#arp (1998)
- the s#arp +2 (1999)
- The Four Letter Word Love (2000)
- 4ever Feel So Good (2001)
- Flat Album (2001)
- StYlE (2002)

## Álbumes en solitario
- Listen To My Heart (2005)
- Different This Time (2007)